# Cover
Cover (ang. cover, od cover version; IPA /ˈkʌvə/) – nowa aranżacja, interpretacja istniejącego utworu muzycznego wykonywana przez artystę, który nie jest jego pierwotnym twórcą.
Aż do początku lat 60. XX wieku covery były podstawową formą działalności rockmanów, a utwory były w znacznej części pisane przez kompozytorów, którzy sami ich nie wykonywali.
Czasami covery w nowych interpretacjach zyskują znacznie większą popularność i uznanie od piosenek oryginalnych. Przykładami są kompozycja The Beatles „With a Little Help from My Friends” w wykonaniu Joe Cockera, „Knockin’ on Heaven’s Door” skomponowany przez Boba Dylana, wykonywany później przez Guns N’ Roses, lub utwór Nine Inch Nails „Hurt” przerobiony przez Johnny’ego Casha. Rockowa wersja „Whiskey in the Jar”, tradycyjnej, ludowej irlandzkiej piosenki, nagrana przez zespół Thin Lizzy była aranżacją utworu nagranego kilka lat wcześniej przez zespół The Dubliners; później coverowany był m.in. przez amerykańską grupę Metallica. Utwór „All Along the Watchtower” skomponowany przez Dylana, w wykonaniu Jimiego Hendrixa został wybrany najlepszym coverem wszech czasów przez „The Daily Telegraph”.